# シール

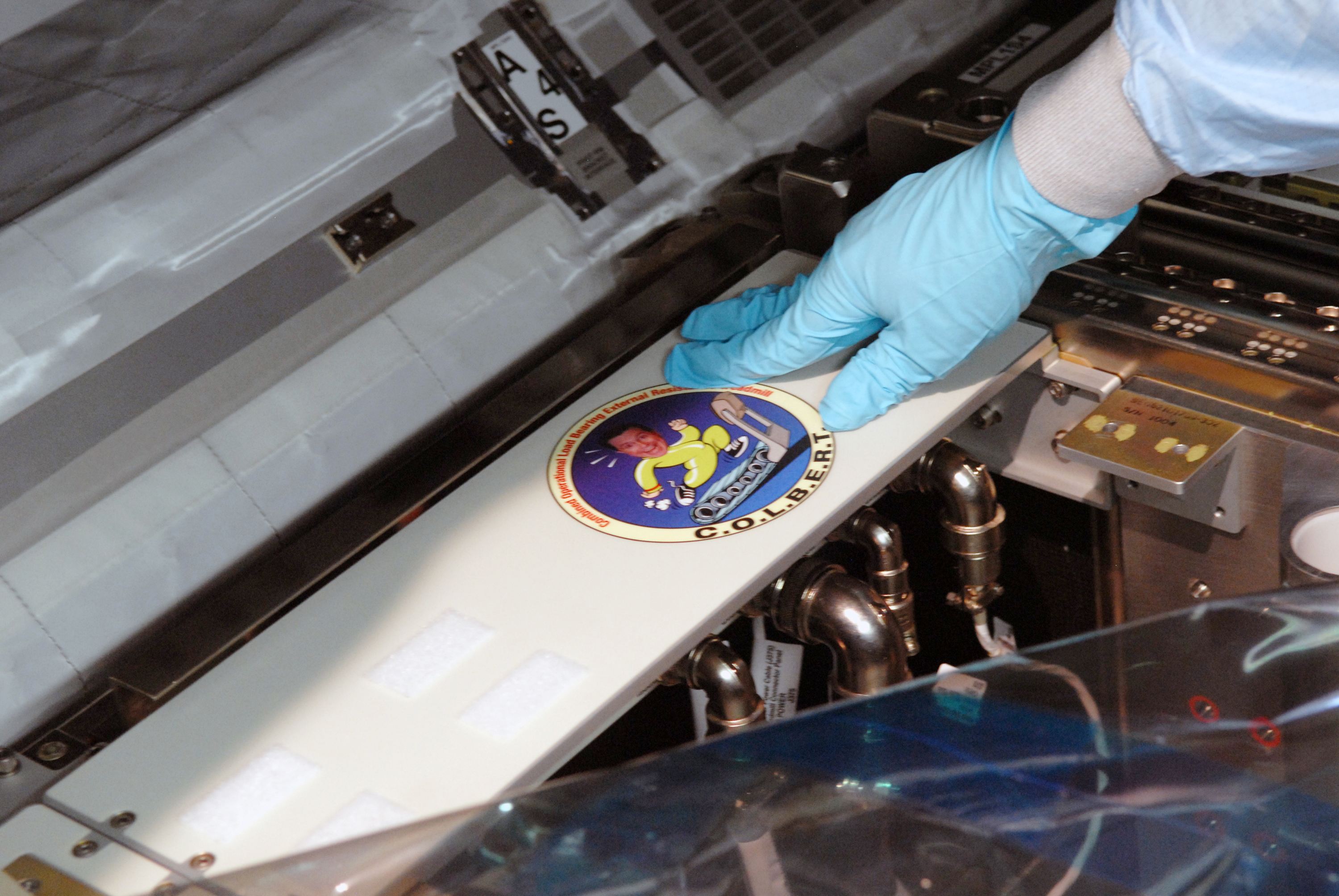
国際宇宙ステーションで使用されるトレッドミル、C.O.L.B.E.R.T.のシール

シール（英語: seal）は、本来は「印章」を意味していたが、封蝋に印章が付けられていたことから、現代では広く「封」の意味として使用される。
また、糊付きの封かん紙がシールと呼んだことから転じて、封としての機能に関わらず糊付きの紙片を広くシールと呼ぶ場合もある。

## 意味の変遷
ラテン語の sigillum が語源である。signum の派生語で、signum は英語では sign となった。
英語としての本来の意味は、文書の真性を証明する印章類である。西洋の封蝋に代表されるが、東洋の印鑑も含まれる。ブランドなど内容を示す意匠そのものをシールという場合がある。「アメリカ合衆国大統領章」にはSeal of the President of the United States.と文字が入っている。
封蝋は文書を封印する機能を持つことから、封印 / 封緘の意味も持つ。これから、流体の流出を防ぐシール（シーリング）という意味も派生した。電気や建築、またMicrosoft Excelなどにおける関数など、一部分野では語源の異なる「シーリング」が用いられるために、誤解を生むこともあるが、こちらは天井 (ceil) 関係の用語である。
証明や封印の機能を持つものなら、印章でなくてもよい。社会福祉団体などが寄付者に発行する糊付きの封かん紙が「シール」と呼ばれている。日本でも、ユニセフシールや結核予防会の複十字シールなどがある。また別の封緘紙では、現金書留郵便封筒の封緘シールは、よく知られている。

大統領章は大きさや材質を問わずに全てにsealと記載がある。この写真では盾であるが、塗装や糊付きステッカーなど様々な方法で掲示される

さらに、アメリカでは本来の「シール」の機能を外れ、用途を問わず糊付きの紙片をシールと呼ぶこともある。日本ではアメリカの影響で、戦後は特に主にこの意味で使われる。しかし本来英語ではまれな用法である。英語では通常、用途・大きさ・材質などにより sticker スティカー（ステッカー）、decal ディーカル（デカール）、label レーベル（ラベル）などと、分類されて呼ばれる。日本語での「シール」全体をひとことで表す英語はない。
接着剤の粘性を利用して貼り付けるものが多いが、静電気を利用し、粘性に頼らない「静電シール」も開発され、機密保持などに応用されている。また、一部の飲料容器やパウチ容器などには熱でフィルムを融着させて封をする「ヒートシール」が活用されている。

## 封緘用でない「シール」
裏に糊のついた紙「シール」は、日本では、1912年（大正元年）に初めて作られたといわれる。
多くの場合、粘着剤が完全に張り付かないよう処置された剥離紙の上に仮止めされた状態で販売あるいは添付され、あらかじめ必要な形状に切断されたものもある。素材としては紙のほかに、薄い各種の合成樹脂、ゴム、アルミ箔などがある。この上に必要に応じた印刷が施される。
粘着剤には不溶性の糊が使われ、剥離紙から剥がしてそのまま貼れるものが多いが、水溶性で、水で塗らしてから張るものもある。
さまざまな商品におまけとして添付されるほか、花や数字、漫画やアニメのキャラクターなどの図柄が描かれたものが文具店や土産物店などで販売されている。おまけの例として、「ビックリマンシール」やポケモンパンの「デコキャラシール」がある。
玩具やプラモデル（特にキャラクターモデル）では、製造コスト的に素材の成型や塗装で再現しがたい細部デザインをシール貼付で処理することが多く行われる。最も一般的な紙シールは安価で印刷性に優れ、下地の隠蔽性もよいが、厚みがあるため非平面への追従性が低く、縁に台紙が露出する美観面の悪さが欠点である。このため美観を最優先するスケールモデルでは、極薄で取扱難度が高いデカールが用いられ、シールも貼付箇所を凹ませて縁を隠したり、より薄い台紙やプラスチックフィルムを用いるなど改良がなされている。
1995年7月に発売が開始されたプリント倶楽部、通称「プリクラ」は、顔写真つきのシールを手軽に作れる機械である。コミュニケーションツールとして、広い年代に利用されている。

## シールと似たもの
- ステッカー (英語: sticker) - 加飾のために貼り付ける糊付きの小型のシート。しっかりした作りで耐水性や粘着力が強いものが多い。
- ラベル・レーベル (英語: label) - 商品等に貼り付けられる値段や性質、広告などの表示。糊付で小型のシート状のものはタックラベルと呼ばれる。
- デカール (フランス語: decal) - 裏面に印刷されており、台紙は粘着せず印刷のみが転写されるもの。

## 剥がし方
- ベンジンやリモネン等の溶剤を用いる。
- 酢を用いる。
- ドライヤーで暖めて剥がす。
- シール跡にガムテープを貼って剥がしたり、消しゴムでこすったりする。
- 貼られた材質がガラスであればカッターの刃で削る。
- 盾などであれば、単に外すだけで除去できる。